# Rally di Roma Capitale 2025
Rally di Roma Capitale 2025 (13. Rally di Roma Capitale 2025) – 13 edycja Rally di Roma Capitale, rajdu samochodowego, rozgrywanego we Włoszech od 4 do 6 lipca 2025 roku. Była to piąta runda Rajdowych Mistrzostw Europy w roku 2025 oraz piąta runda Rajdowych Mistrzostw Włoch. Rajd został rozegrany na nawierzchni asfaltowej. Składał się z trzynastu  odcinków specjalnych.

## Lista startowa[1]
| Nr  | Kierowca             | Pilot                | Samochód                 | Seria                                    |
| --- | -------------------- | -------------------- | ------------------------ | ---------------------------------------- |
| 1   | Roope Korhonen       | Anssi Viinikka       | Toyota GR Yaris Rally2   | Team MRF Tyres                           |
| 2   | Efrén Llarena        | Sara Fernández       | Toyota GR Yaris Rally2   | Efrén Llarena                            |
| 3   | Emil Lindholm        | Reeta Hämäläinen     | Škoda Fabia RS Rally2    | J2X Rally Team                           |
| 4   | Mikołaj Marczyk      | Szymon Gospodarczyk  | Škoda Fabia RS Rally2    | Mikołaj Marczyk                          |
| 5   | Mads Østberg         | Torstein Eriksen     | Citroën C3 Rally2        | TRT Rally Team                           |
| 6   | Andrea Mabellini     | Virginia Lenzi       | Škoda Fabia RS Rally2    | Andrea Mabellini                         |
| 7   | Jon Armstrong        | Shane Byrne          | Ford Fiesta Rally2       | M-Sport Ford WRT                         |
| 8   | Mille Johansson      | Johan Grönvall       | Škoda Fabia Rally2 evo   | Mille Johansson                          |
| 9   | Simone Tempestini    | Sergiu Itu           | Škoda Fabia RS Rally2    | Team MRF Tyres                           |
| 10  | Jakub Matulka        | Damian Syty          | Škoda Fabia RS Rally2    | Jakub Matulka                            |
| 11  | Jos Verstappen       | Renaud Jamoul        | Škoda Fabia RS Rally2    | Jos Verstappen                           |
| 12  | Norbert Herczig      | Ramón Ferencz        | Škoda Fabia RS Rally2    | Proformance Service Kft Team Staff House |
| 14  | Simon Wagner         | Hanna Ostlender      | Hyundai i20 N Rally2     | Kowax DST Racing                         |
| 15  | Roberto Blach Jr.    | Mauro Barreiro       | Škoda Fabia RS Rally2    | Roberto Blach Jr.                        |
| 16  | Max McRae            | Cameron Fair         | Citroën C3 Rally2        | MRF Tyres Dealer Team                    |
| 18  | Philip Allen         | Craig Drew           | Škoda Fabia RS Rally2    | Philip Allen                             |
| 19  | Martin Vlček         | Jakub Kunst          | Hyundai i20 N Rally2     | Kowax DST Racing                         |
| 20  | András Hadik         | István Juhász        | Ford Fiesta Rally2       | B-A Promotion Kft.                       |
| 21  | Dominik Stříteský    | Ondřej Krajča        | Škoda Fabia RS Rally2    | Auto Podbabská Škoda PSG ACCR Team       |
| 22  | Jan Solans           | Rodrigo Sanjuan      | Toyota GR Yaris Rally2   | Team MRF Tyres                           |
| 23  | Giandomenico Basso   | Lorenzo Granai       | Škoda Fabia RS Rally2    | Giandomenico Basso                       |
| 24  | Andrea Crugnola      | Pietro Elia Ometto   | Citroën C3 Rally2        | F.P.F. Sport                             |
| 25  | Boštjan Avbelj       | Elia De Guio         | Škoda Fabia RS Rally2    | Boštjan Avbelj                           |
| 26  | Fabio Andolfi        | Marco Menchini       | Toyota GR Yaris Rally2   | T-Racing                                 |
| 27  | Marco Signor         | Daniele Michi        | Toyota GR Yaris Rally2   | Marco Signor                             |
| 28  | Roberto Daprà        | Luca Guglielmetti    | Škoda Fabia RS Rally2    | Roberto Daprà                            |
| 29  | Simone Campedelli    | Tania Canton         | Škoda Fabia RS Rally2    | Simone Campedelli                        |
| 30  | Benjamin Korhola     | Kristian Temonen     | Toyota GR Yaris Rally2   | Team MRF Tyres                           |
| 31  | Antonio Rusce        | Gabriele Zanni       | Škoda Fabia RS Rally2    | Antonio Rusce                            |
| 32  | Davide Porta         | Andrea Quistini      | Škoda Fabia RS Rally2    | Davide Porta                             |
| 33  | Vittorio Ceccato     | Paolo Garavaldi      | Škoda Fabia RS Rally2    | Vittorio Ceccato                         |
| 34  | Rachele Somaschini   | Giulia Zanchetta     | Citroën C3 Rally2        | Rachele Somaschini                       |
| 35  | Dariusz Biedrzyński  | Rafał Fiołek         | Hyundai i20 N Rally2     | Kowax DST Racing                         |
| 36  | Jarosław Kołtun      | Ireneusz Pleskot     | Škoda Fabia RS Rally2    | J2X Rally Team                           |
| 37  | Zoltán László        | György Kocsis        | Škoda Fabia RS Rally2    | Topp-Cars Rally Team                     |
| 38  | Piotr Krotoszyński   | Marcin Szeja         | Škoda Fabia Rally2 evo   | Turán Motorsport SE                      |
| 39  | David Tomek          | Vítězslav Baďura     | Škoda Fabia Rally2 evo   | Top Trans Highway s.r.o.                 |
| 40  | Eamonn Boland        | "MJ"                 | Ford Fiesta Rally2       | Eamonn Boland                            |
| 41  | Tymoteusz Abramowski | Jakub Wróbel         | Ford Fiesta Rally3       | Tymoteusz Abramowski                     |
| 42  | Tristan Charpentier  | Florian Barral       | Ford Fiesta Rally3       | Tristan Charpentier                      |
| 43  | Hubert Laskowski     | Daniel Dymurski      | Ford Fiesta Rally3       | Grupa PGS RT                             |
| 44  | Błażej Gazda         | Michał Jurgała       | Renault Clio Rally3      | Błażej Gazda                             |
| 45  | Hubert Kowalczyk     | Jarosław Hryniuk     | Renault Clio Rally3      | Hubert Kowalczyk                         |
| 46  | Adrian Rzeźnik       | Kamil Kozdroń        | Ford Fiesta Rally3       | Adrian Rzeźnik                           |
| 47  | Casey Jay Coleman    | Killian McArdle      | Ford Fiesta Rally3       | Casey Jay Coleman                        |
| 48  | Martin Ravenščak     | Dora Ravenščak       | Ford Fiesta Rally3       | IK Sport Racing                          |
| 50  | Sebastian Butyński   | Łukasz Jastrzębski   | Renault Clio Rally3      | Sebastian Butyński                       |
| 51  | Adam Grahn           | Christoffer Bäck     | Ford Fiesta Rally3       | Adam Grahn                               |
| 52  | Taylor Gill          | Daniel Brkic         | Ford Fiesta Rally3       | KMS Racing x VL                          |
| 53  | Calle Carlberg       | Jørgen Eriksen       | Opel Corsa Rally4        | ADAC Opel Rallye Junior Team             |
| 54  | Ioan Lloyd           | Sion Williams        | Peugeot 208 Rally4       | Ioan Lloyd                               |
| 55  | Sergi Pérez Jr.      | Axel Coronado        | Peugeot 208 Rally4       | RACC Motorsport                          |
| 56  | Jaspar Vaher         | Sander Pruul         | Lancia Ypsilon Rally4 HF | Team Estonia Autosport                   |
| 57  | Aoife Raftery        | Hannah McKillop      | Peugeot 208 Rally4       | HRT Racing Kft.                          |
| 58  | Tuukka Kauppinen     | Veli-Pekka Karttunen | Lancia Ypsilon Rally4 HF | Tuukka Kauppinen                         |
| 59  | Keelan Grogan        | Ayrton Sherlock      | Peugeot 208 Rally4       | Motorsport Ireland Rally Academy         |
| 70  | Craig Rahill         | Conor Smith          | Peugeot 208 Rally4       | Motorsport Ireland Rally Academy         |
| 71  | Leevi Lassila        | Antti Linnaketo      | Opel Corsa Rally4        | IK Sport Racing                          |
| 72  | Luca Pröglhöf        | Christina Ettel      | Opel Corsa Rally4        | ADAC Opel Rallye Junior Team             |
| 74  | Kevin Lempu          | Fredi Kostikov       | Ford Fiesta Rally4       | Team Estonia Autosport                   |
| 75  | Francesco Dei Ceci   | Nicolò Lazzarini     | Peugeot 208 Rally4       | Francesco Dei Ceci                       |
| 76  | Kevin Saraiva        | Beatriz Pinto        | Peugeot 208 Rally4       | Kevin Saraiva                            |
| 77  | Yohan Surroca        | Pierre Blot          | Peugeot 208 Rally4       | Yohan Surroca                            |
| 78  | Davide Pesavento     | Alessandro Michelet  | Lancia Ypsilon Rally4 HF | Davide Pesavento                         |
| 79  | Gianandrea Pisani    | Nicola Biagi         | Lancia Ypsilon Rally4 HF | Gianandrea Pisani                        |
| 80  | Giorgio Cogni        | Daiana Darderi       | Lancia Ypsilon Rally4 HF | Giorgio Cogni                            |
| 81  | Gabriel Di Pietro    | Andrea Dresti        | Lancia Ypsilon Rally4 HF | Gabriel Di Pietro                        |
| 82  | Nicolò Ardizzone     | Valentina Pasini     | Lancia Ypsilon Rally4 HF | Nicolò Ardizzone                         |
| 83  | Michael Rendina      | Alice Caprile        | Renault Clio Rally4      | Motorsport Italia                        |
| 84  | Federico Francia     | Chiara Lombardi      | Lancia Ypsilon Rally4 HF | Federico Francia                         |
| 85  | Denis Vigliaturo     | Ermanno Corradini    | Lancia Ypsilon Rally4 HF | Denis Vigliaturo                         |
| 86  | Michael Lengauer     | Jürgen Rausch        | Lancia Ypsilon Rally4 HF | Michael Lengauer                         |
| 87  | Andrea Mazzocchi     | Nicolò Gonella       | Lancia Ypsilon Rally4 HF | Andrea Mazzocchi                         |
| 88  | Emanuele Fiore       | Pietro D'Agostino    | Lancia Ypsilon Rally4 HF | Emanuele Fiore                           |
| 89  | Emanuele Rosso       | Federico Capilli     | Lancia Ypsilon Rally4 HF | Emanuele Rosso                           |
| 90  | Edoardo De Antoni    | Martina Musiari      | Lancia Ypsilon Rally4 HF | Edoardo De Antoni                        |
| 91  | Dariusz Poloński     | Łukasz Sitek         | Lancia Ypsilon Rally4 HF | Dariusz Poloński                         |
| 92  | Adam Sroka           | Paweł Pochroń        | Lancia Ypsilon Rally4 HF | Adam Sroka                               |
| 93  | Mauro Porzia         | Arianna Genaro       | Lancia Ypsilon Rally4 HF | Mauro Porzia                             |
| 94  | Giuseppe Piumatti    | Sonia Piumatti       | Lancia Ypsilon Rally4 HF | Giuseppe Piumatti                        |
| 95  | Ciprian Lupu         | Vlad Colceriu        | Renault Clio Rally5      | Ciprian Lupu                             |
| 96  | Catherine Rădulescu  | Bogdan Minea         | Renault Clio Rally4      | Catherine Rădulescu                      |
| 109 | Patrik Hallberg      | John Stigh           | Peugeot 208 Rally4       | Patrik Hallberg                          |
| 110 | Tom Heindrichs       | Jonas Schmitz        | Opel Corsa Rally4        | Auto-Moto-Club St.Vith                   |

## Zwycięzcy odcinków specjalnych[2]
| Dzień | Numer odcinka | Nazwa odcinka                     | Długość  | Zwycięzca odcinka                  | Czas                  | Lider rajdu |                    |
| ----- | ------------- | --------------------------------- | -------- | ---------------------------------- | --------------------- | ----------- | ------------------ |
| 4 VII | SS1           | Colosseo Aci Roma                 | 1.30 km  | Boštjan Avbelj                     | Škoda Fabia RS Rally2 | 56.2        | Boštjan Avbelj     |
| 5 VII | SS2           | Collepardo Pozzo d'Antullo 1      | 6.47 km  | Mikołaj Marczyk Giandomenico Basso | Škoda Fabia RS Rally2 | 3:56.4      | Mikołaj Marczyk    |
| 5 VII | SS3           | Torre di Cicerone 1               | 34.57 km | Mikołaj Marczyk                    | Škoda Fabia RS Rally2 | 20:54.8     | Mikołaj Marczyk    |
| 5 VII | SS4           | Santopadre 1                      | 13.05 km | Andrea Mabellini                   | Škoda Fabia RS Rally2 | 7:38.7      | Andrea Crugnola    |
| 5 VII | SS5           | Collepardo Pozzo d'Antullo 2      | 6.47 km  | Roberto Daprà                      | Škoda Fabia RS Rally2 | 3:56.7      | Andrea Crugnola    |
| 5 VII | SS6           | Torre di Cicerone 2               | 34.57 km | Andrea Crugnola                    | Citroën C3 Rally2     | 20:58.5     | Andrea Crugnola    |
| 5 VII | SS7           | Santopadre 2                      | 13.05 km | Roberto Daprà                      | Škoda Fabia RS Rally2 | 7:38.1      | Andrea Crugnola    |
| 6 VII | SS8           | Guarcino - Altipiani 1            | 11.58 km | Simone Campedelli                  | Škoda Fabia RS Rally2 | 6:28.4      | Andrea Crugnola    |
| 6 VII | SS9           | Canterano - Subiaco 1             | 30.59 km | Giandomenico Basso                 | Škoda Fabia RS Rally2 | 18:24.7     | Giandomenico Basso |
| 6 VII | SS10          | Jenne - Monastero 1               | 7.00 km  | Andrea Crugnola                    | Citroën C3 Rally2     | 4:01.6      | Andrea Crugnola    |
| 6 VII | SS11          | Guarcino - Altipiani 2            | 11.58 km | Simone Campedelli                  | Škoda Fabia RS Rally2 | 6:26.6      | Giandomenico Basso |
| 6 VII | SS12          | Canterano - Subiaco 2             | 30.59 km | Andrea Mabellini                   | Škoda Fabia RS Rally2 | 18:22.8     | Giandomenico Basso |
| 6 VII | SS13          | Jenne - Monastero 2 (Power Stage) | 7.00 km  | Mikołaj Marczyk                    | Škoda Fabia RS Rally2 | 4:00.2      | Giandomenico Basso |

### Power stage[3]
| Miejsce | Kierowca         | Pilot               | Czas   | Strata | Pkt |
| ------- | ---------------- | ------------------- | ------ | ------ | --- |
| 1       | Mikołaj Marczyk  | Szymon Gospodarczyk | 4:00.2 | 0.0    | 5   |
| 2       | Roberto Daprà    | Luca Guglielmetti   | 4:00.3 | +0.1   | 4   |
| 3       | Jon Armstrong    | Shane Byrne         | 4:00.9 | +0.7   | 3   |
| 4       | Andrea Crugnola  | Pietro Elia Ometto  | 4:01.1 | +0.9   | 2   |
| 5       | Andrea Mabellini | Virginia Lenzi      | 4:01.1 | +0.9   | 1   |

## Wyniki końcowe rajdu
Dodatkowe punkty przyznawane są za odcinek Power Stage.
| Poz.                         | Kierowca                     | Pilot                        | Samochód                     | Czas                         | Strata                       | Punkty                       |                              |
| Klasyfikacja generalna i ERC | Klasyfikacja generalna i ERC | Klasyfikacja generalna i ERC | Klasyfikacja generalna i ERC | Klasyfikacja generalna i ERC | Klasyfikacja generalna i ERC | Klasyfikacja generalna i ERC | Klasyfikacja generalna i ERC |
| ---------------------------- | ---------------------------- | ---------------------------- | ---------------------------- | ---------------------------- | ---------------------------- | ---------------------------- | ---------------------------- |
| 1.                           | Giandomenico Basso           | Lorenzo Granai               | Škoda Fabia RS Rally2        | 2:04:11.2                    | 0.0                          | 30                           |                              |
| 2.                           | Andrea Mabellini             | Virginia Lenzi               | Škoda Fabia RS Rally2        | 2:04:14.9                    | +3.7                         | 24+1                         |                              |
| 3.                           | Mikołaj Marczyk              | Szymon Gospodarczyk          | Škoda Fabia RS Rally2        | 2:04:18.6                    | +7.4                         | 21+5                         |                              |
| 4.                           | Roberto Daprà                | Luca Guglielmetti            | Škoda Fabia RS Rally2        | 2:04:21.3                    | +10.1                        | 19+4                         |                              |
| 5.                           | Andrea Crugnola              | Pietro Elia Ometto           | Citroën C3 Rally2            | 2:04:25.5                    | +14.3                        | 17+2                         |                              |
| 6.                           | Simone Campedelli            | Tania Canton                 | Škoda Fabia RS Rally2        | 2:04:27.3                    | +16.1                        | 15                           |                              |
| 7.                           | Efrén Llarena                | Sara Fernández               | Toyota GR Yaris Rally2       | 2:04:46.2                    | +35.0                        | 13                           |                              |
| 8.                           | Mads Østberg                 | Torstein Eriksen             | Citroën C3 Rally2            | 2:04:53.1                    | +41.9                        | 11                           |                              |
| 9.                           | Boštjan Avbelj               | Elia De Guio                 | Škoda Fabia RS Rally2        | 2:05:00.8                    | +49.6                        | 9                            |                              |
| 10.                          | Dominik Stříteský            | Ondřej Krajča                | Škoda Fabia RS Rally2        | 2:05:30.7                    | +1:19.5                      | 7                            |                              |
| 11.                          | Jon Armstrong                | Shane Byrne                  | Ford Fiesta Rally2           | 2:05:46.2                    | +1:35.0                      | 5+3                          |                              |
| 12.                          | Norbert Herczig              | Ramón Ferencz                | Škoda Fabia RS Rally2        | 2:05:52.9                    | +1:41.7                      | 4                            |                              |
| 13.                          | Marco Signor                 | Daniele Michi                | Toyota GR Yaris Rally2       | 2:05:54.6                    | +1:43.4                      | 3                            |                              |
| 14.                          | Roberto Blach Jr.            | Mauro Barreiro               | Škoda Fabia RS Rally2        | 2:08:04.5                    | +3:53.3                      | 2                            |                              |
| 15.                          | Mille Johansson              | Johan Grönvall               | Škoda Fabia Rally2 evo       | 2:08:22.2                    | +4:11.0                      | 1                            |                              |
| ERC3                         |                              |                              |                              |                              |                              |                              |                              |
| 1.                           | Tymoteusz Abramowski         | Jakub Wróbel                 | Ford Fiesta Rally3           | 2:14:14.8                    | 0.0                          | 30                           |                              |
| 2.                           | Hubert Kowalczyk             | Jarosław Hryniuk             | Renault Clio Rally3          | 2:16:46.4                    | +2:31.6                      | 24                           |                              |
| 3.                           | Casey Jay Coleman            | Killian McArdle              | Ford Fiesta Rally3           | 2:17:29.6                    | +3:14.8                      | 21                           |                              |
| 4.                           | Adam Grahn                   | Christoffer Bäck             | Ford Fiesta Rally3           | 2:18:20.1                    | +4:05.3                      | 19                           |                              |
| 5.                           | Błażej Gazda                 | Michał Jurgała               | Renault Clio Rally3          | 2:21:03.8                    | +6:49.0                      | 17                           |                              |
| 6.                           | Martin Ravenščak             | Dora Ravenščak               | Ford Fiesta Rally3           | 2:28:36.1                    | +14:21.3                     | 15                           |                              |
| 7.                           | Hubert Laskowski             | Daniel Dymurski              | Ford Fiesta Rally3           | 2:44:37.6                    | +30:22.8                     | 13                           |                              |
| 8.                           | Taylor Gill                  | Daniel Brkic                 | Ford Fiesta Rally3           | 2:52:15.9                    | +38:01.1                     | 11                           |                              |
| ERC4                         |                              |                              |                              |                              |                              |                              |                              |
| 1.                           | Calle Carlberg               | Jørgen Eriksen               | Opel Corsa Rally4            | 2:15:37.6                    | 0.0                          | 30                           |                              |
| 2.                           | Gianandrea Pisani            | Nicola Biagi                 | Lancia Ypsilon Rally4 HF     | 2:16:09.7                    | +32.1                        | 24                           |                              |
| 3.                           | Jaspar Vaher                 | Sander Pruul                 | Lancia Ypsilon Rally4 HF     | 2:16:11.3                    | +33.7                        | 21                           |                              |
| 4.                           | Craig Rahill                 | Conor Smith                  | Peugeot 208 Rally4           | 2:16:14.4                    | +36.8                        | 19                           |                              |
| 5.                           | Ioan Lloyd                   | Sion Williams                | Peugeot 208 Rally4           | 2:16:15.6                    | +38.0                        | 17                           |                              |
| 6.                           | Yohan Surroca                | Pierre Blot                  | Peugeot 208 Rally4           | 2:16:19.9                    | +42.3                        | 15                           |                              |
| 7.                           | Francesco Dei Ceci           | Nicolò Lazzarini             | Peugeot 208 Rally4           | 2:16:54.5                    | +1:16.9                      | 13                           |                              |
| 8.                           | Andrea Mazzocchi             | Nicolò Gonella               | Lancia Ypsilon Rally4 HF     | 2:17:00.1                    | +1:22.5                      | 11                           |                              |
| 9.                           | Giorgio Cogni                | Daiana Darderi               | Lancia Ypsilon Rally4 HF     | 2:17:10.2                    | +1:32.6                      | 9                            |                              |
| 10.                          | Edoardo De Antoni            | Martina Musiari              | Lancia Ypsilon Rally4 HF     | 2:17:39.3                    | +2:01.7                      | 7                            |                              |
| 11.                          | Tuukka Kauppinen             | Veli-Pekka Karttunen         | Lancia Ypsilon Rally4 HF     | 2:17:40.0                    | +2:02.4                      | 5                            |                              |
| 12.                          | Michael Lengauer             | Jürgen Rausch                | Lancia Ypsilon Rally4 HF     | 2:17:55.9                    | +2:18.3                      | 4                            |                              |
| 13.                          | Nicolò Ardizzone             | Valentina Pasini             | Lancia Ypsilon Rally4 HF     | 2:17:59.4                    | +2:21.8                      | 3                            |                              |
| 14.                          | Keelan Grogan                | Ayrton Sherlock              | Peugeot 208 Rally4           | 2:18:24.2                    | +2:46.6                      | 2                            |                              |
| 15.                          | Dariusz Poloński             | Łukasz Sitek                 | Lancia Ypsilon Rally4 HF     | 2:18:42.1                    | +3:04.5                      | 1                            |                              |
| Junior ERC                   |                              |                              |                              |                              |                              |                              |                              |
| 1.                           | Calle Carlberg               | Jørgen Eriksen               | Opel Corsa Rally4            | 2:15:37.6                    | 0.0                          | 30                           |                              |
| 2.                           | Jaspar Vaher                 | Sander Pruul                 | Lancia Ypsilon Rally4 HF     | 2:16:11.3                    | +33.7                        | 24                           |                              |
| 3.                           | Craig Rahill                 | Conor Smith                  | Peugeot 208 Rally4           | 2:16:14.4                    | +36.8                        | 21                           |                              |
| 4.                           | Ioan Lloyd                   | Sion Williams                | Peugeot 208 Rally4           | 2:16:15.6                    | +38.0                        | 19                           |                              |
| 5.                           | Yohan Surroca                | Pierre Blot                  | Peugeot 208 Rally4           | 2:16:19.9                    | +42.3                        | 17                           |                              |
| 6.                           | Francesco Dei Ceci           | Nicolò Lazzarini             | Peugeot 208 Rally4           | 2:16:54.5                    | +1:16.9                      | 15                           |                              |
| 7.                           | Tuukka Kauppinen             | Veli-Pekka Karttunen         | Lancia Ypsilon Rally4 HF     | 2:17:40.0                    | +2:02.4                      | 13                           |                              |
| 8.                           | Keelan Grogan                | Ayrton Sherlock              | Peugeot 208 Rally4           | 2:18:24.2                    | +2:46.6                      | 11                           |                              |
| 9.                           | Leevi Lassila                | Antti Linnaketo              | Opel Corsa Rally4            | 2:20:11.0                    | +4:33.4                      | 9                            |                              |
| 10.                          | Aoife Raftery                | Hannah McKillop              | Peugeot 208 Rally4           | 2:21:27.7                    | +5:50.1                      | 7                            |                              |
| 11.                          | Kevin Saraiva                | Beatriz Pinto                | Peugeot 208 Rally4           | 2:23:38.5                    | +8:00.9                      | 5                            |                              |

## Klasyfikacja ERC 2025 po 5 rundach
Punkty w klasyfikacji generalnej ERC otrzymuje 15 pierwszych zawodników, którzy uczestniczą w programie ERC i w ukończą wyścig, punktowanie odbywa się według klucza:
| Miejsce2 | 1  | 2  | 3  | 4  | 5  | 6  | 7  | 8  | 9 | 10 | 11 | 12 | 13 | 14 | 15 |
| Punkty   | 30 | 24 | 21 | 19 | 17 | 15 | 13 | 11 | 9 | 7  | 5  | 4  | 3  | 2  | 1  |

Dodatkowo punktowany jest ostatni odcinek rajdu, tzw. Power Stage, według klucza 5-4-3-2-1. W tabeli podano, które miejsce zajął zawodnik w rajdzie, a w indeksie górnym które miejsce zajął na Power Stage. 
| Poz | Kierowca             | ESP | HUN | SWE | POL | ITA | CZE | GBR | HRV | Punkty |
| --- | -------------------- | --- | --- | --- | --- | --- | --- | --- | --- | ------ |
| 1   | Mikołaj Marczyk      | 53  | 3   | 7   | 2   | 31  |     |     |     | 107    |
| 2   | Andrea Mabellini     | 41  | NU  | 42  | 84  | 25  |     |     |     | 85     |
| 3   | Mads Østberg         | 8   | 24  | 8   | 5   | 8   |     |     |     | 76     |
| 4   | Roope Korhonen       |     | 15  | 21  | NU  | NU  |     |     |     | 60     |
| 5   | Isak Reiersen        |     | 4   | 3   | 45  |     |     |     |     | 60     |
| 6   | Jon Armstrong        | NU  | 102 | 103 | 32  | 113 |     |     |     | 54     |
| 7   | Mille Johansson      | 7   |     | 6   | 7   | 15  |     |     |     | 42     |
| 8   | Mārtiņš Sesks        |     |     |     | 1   |     |     |     |     | 35     |
| 9   | Nikolay Gryazin      | 12  |     |     |     |     |     |     |     | 34     |
| 10  | Eyvind Brynildsen    |     |     | 15  |     |     |     |     |     | 31     |
| 11  | Giandomenico Basso   |     |     |     |     | 1   |     |     |     | 30     |
| 12  | Simone Tempestini    | NU  | NU  | 9   | 63  | NU  |     |     |     | 27     |
| 13  | Yoann Bonato         | 24  |     |     |     |     |     |     |     | 26     |
| 14  | Roberto Daprà        |     |     |     |     | 42  |     |     |     | 23     |
| 15  | José Antonio Suárez  | 35  |     |     |     |     |     |     |     | 22     |
| 16  | Andrea Crugnola      |     |     |     |     | 54  |     |     |     | 19     |
| 17  | Frank Tore Larsen    |     |     | 54  |     |     |     |     |     | 19     |
| 18  | Jakub Matulka        | 11  | NU  | 12  | 9   | NU  |     |     |     | 18     |
| 19  | Gábor Német          |     | 5   |     |     |     |     |     |     | 17     |
| 20  | Norbert Maior        |     | 6   |     |     |     |     |     |     | 15     |
| 21  | Pepe López           | 6   |     |     |     |     |     |     |     | 15     |
| 22  | Simone Campedelli    |     |     |     |     | 6   |     |     |     | 15     |
| 23  | Jos Verstappen       | 13  | 8   | NU  | NU  | WD  |     |     |     | 14     |
| 24  | Stéphane Lefebvre    | 9   |     | 11  | NU  |     |     |     |     | 14     |
| 25  | Efrén Llarena        | NU  |     |     |     | 7   |     |     |     | 13     |
| 26  | Sasa                 |     | 7   | 21  | NU  |     |     |     |     | 13     |
| 27  | Norbert Herczig      | NU  | 9   |     |     | 12  |     |     |     | 13     |
| 28  | Boštjan Avbelj       |     |     |     |     | 9   |     |     |     | 9      |
| 29  | Roberto Blach Jr.    | 12  | NU  |     | 14  | 14  |     |     |     | 8      |
| 30  | Krzysztof Bubik      |     |     |     | 10  |     |     |     |     | 7      |
| 31  | Dominik Stříteský    | NU  | NU  |     |     | 10  |     |     |     | 7      |
| 32  | Simon Wagner         | 10  |     |     |     | NU  |     |     |     | 7      |
| 33  | Philip Allen         | NU  | 321 | NU  | NU  | NU  |     |     |     | 5      |
| 34  | Antal Kovács         |     | 11  |     |     |     |     |     |     | 5      |
| 35  | Max McRae            |     | NU  | 24  | 11  | NU  |     |     |     | 5      |
| 36  | Jakub Brzeziński     |     |     |     | 12  |     |     |     |     | 4      |
| 37  | Igor Widłak          | 34  | 12  | 20  | 28  |     |     |     |     | 4      |
| 38  | Tymoteusz Abramowski | 26  | 36  | 13  | 15  | 21  |     |     |     | 4      |
| 39  | Márton Bertalan      |     | 13  |     |     |     |     |     |     | 3      |
| 40  | Marco Signor         |     |     |     |     | 13  |     |     |     | 3      |
| 41  | Łukasz Byśkiniewicz  |     |     |     | 13  |     |     |     |     | 3      |
| 42  | Ville Vatanen        |     | 16  | 14  | 17  |     |     |     |     | 2      |
| 43  | Martin Vlček         | 20  | 14  | 19  | NU  | 57  |     |     |     | 2      |
| 44  | Unai de La Dehesa    | 14  |     |     |     |     |     |     |     | 2      |
| 45  | András Hadik         | 15  | NU  |     | 20  | 50  |     |     |     | 1      |
| 46  | Hubert Kowalczyk     | 36  | 15  | NU  | 22  | 59  |     |     |     | 1      |
| 47  | Tristan Charpentier  | 22  | 27  | 15  | 18  | NU  |     |     |     | 1      |

| Kolor     | Opis                   |
| --------- | ---------------------- |
| Złoty     | Zwycięzca              |
| Srebrny   | 2. miejsce             |
| Brązowy   | 3. miejsce             |
| Zielony   | Punktowane miejsce     |
| Niebieski | Ukończył nie punktował |
| Fioletowy | Nie ukończył NU        |
| Czarny    | Wykluczony X           |
| Biały     | Nie wystartował NW     |
| Puste     | Nie brał udziału       |